# Рейтер, Жорж Франсуа
Жорж Франсуа Рейтер (фр. George François Reuter, 30 ноября 1805 — 23 мая 1872) — французский ботаник, профессор химии, натуралист (естествоиспытатель) и коллекционер растений.

## Биография
Жорж Франсуа Рейтер родился в Париже 30 ноября 1805 года.
Он учился в Центральной школе искусств и мануфактур Парижа с 1840 по 1842 год. С 1847 года Рете был почётным профессором в l’École normale, затем с 1848 года профессором химии в Атенеум в Люксембурге.
С 1849 года Рейтер руководил ботаническим садом Женевы. Он был куратором гербария Пьера Эдмона Буассье (1810—1885).
Жорж Франсуа Рейтер умер в Женеве 23 мая 1872 года.

## Научные работы
- Pugillus Plantarum Novarum Africae Borealis Hispaniaeque Australis Ginebra, 1852 (avec Pierre Edmond Boissier).